# Diócesis de Beatia
La Sede titular de Beatia es una Diócesis titular católica, antigua Diócesis de Baeza.
La histórica sede episcopal baezana, matriz de la jiennense, tiene su origen cierto durante el reino visigótico hispano. El rey Alfonso VIII ya nombra en sus crónicas el obispado de Beacia, y las especulaciones de Gonzalo Argote de Molina hacen suponer que la diócesis baezana surgió para dar continuidad histórica a la sede de Cazlona (Cástulo). 
Tras la conquista musulmana del 711, y amparada en la capitulación con las autoridades visigodas, aún sobrevivió bastantes años dentro de la sociedad dominada por el Islam; hasta que algunos de sus obispos fueron martirizados y con ellos desapareció el culto cristiano. 
Fue el Emperador Hispánico, Alfonso VII quien restauró temporalmente la sede, consagrando como catedral con el título de San Isidoro la mezquita aljama baezana mientras duró su dominio sobre la ciudad. Perdido este, la diócesis de Baeza hubo de esperar al nuevo dominio castellano sobre la urbe para alcanzar su definitiva erección en 1227. 
No obstante, a día de hoy la 'diócesis de Baeza' no está extinguida y su cátedra permanece como sede titular a disposición de la Santa Sede.

## Episcopologio
- Albin Malysiak (C.M.) (14 de enero de 1970 - 16 de julio de 2011)
- Wiesław Śmigiel (24 de marzo de 2012 - 11 de noviembre de 2017)
- José Cobo Cano (29 de diciembre de 2017 - 8 de julio de 2023)
- Juan Carlos Londoño (12 de diciembre de 2023)